# Blumenstein
Blumenstein is een gemeente en plaats in het Zwitserse kanton Bern, en maakt deel uit van het district Thun.
Blumenstein telt 1.163 inwoners.